# Zsujta

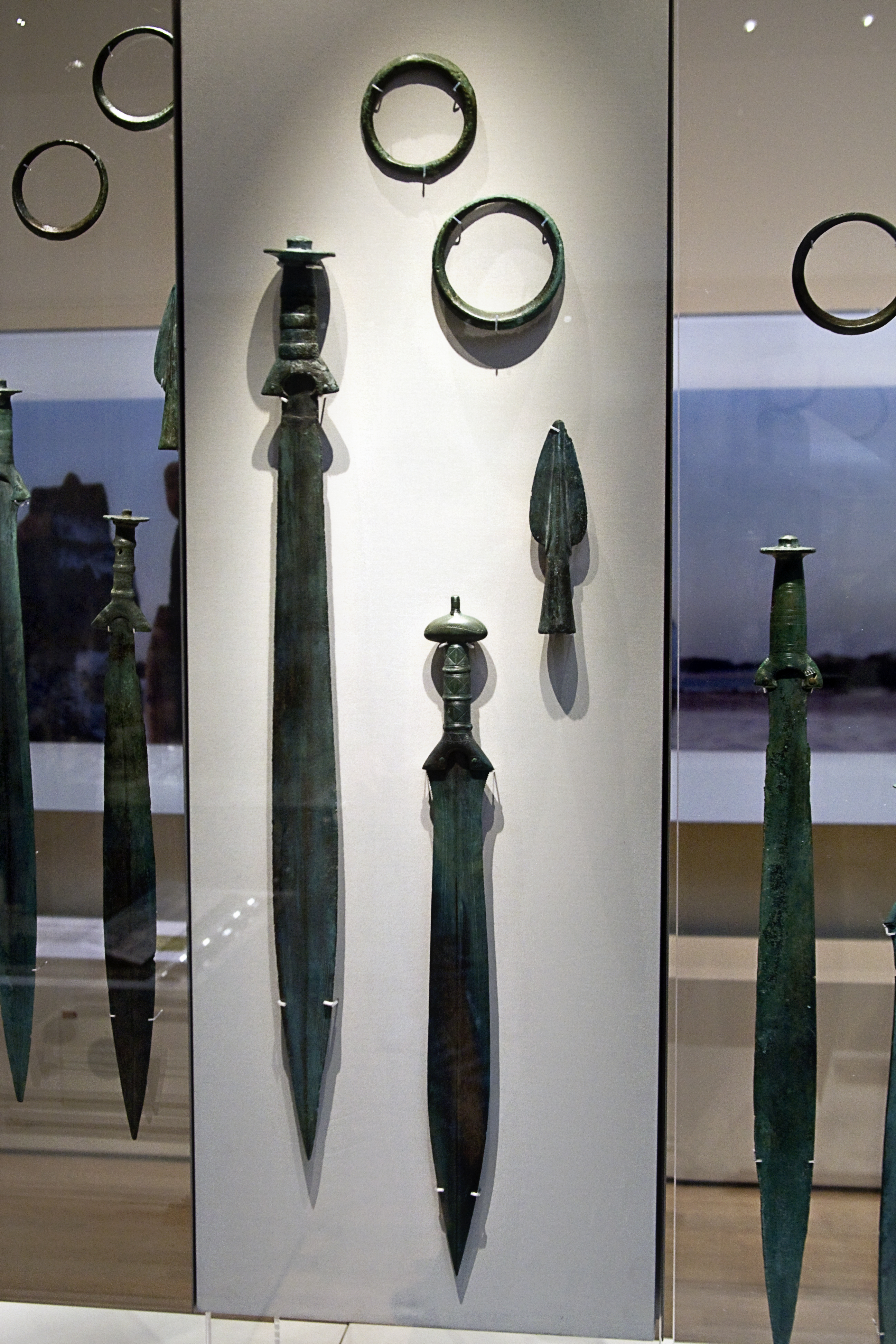
Vapengömman från Zsujta.

Zsujta är en ort (by) i provinsen Borsod-Abaúj-Zemplén i nordöstra Ungern. Orten har 245 invånare (2024), på en yta av 6,73 km². Den ligger nära gränsen till Slovakien, cirka 57 kilometer nordost om Miskolc.
I slutet av 1800-talet hittades en stor vapengömma från bronsåldern i Zsujta. Fyndet är utställt på British Museum i London.